# Torrent de Merola
El torrent de Merola està situat a la Marina de Llucmajor, al migjorn de Mallorca. Aquest corrent d'aigua segueix la direcció nord-oest—sud-est, creuant amplis sectors de la Marina de Llucmajor. El seu recorregut és bastant paral·lel al del torrent de Garonda. El torrent de Merola té la capçalera i el curs mitjà dins el terme llucmajorer i desemboca en la depressió de Campos, vora el Club Nàutic de sa Ràpita. El seu tram final és prou indefinit a l'àrea de la possessió llucmajorera d'es Llobets.